# Six Organs of Admittance
Six Organs of Admittance is het belangrijkste muzikale project van gitarist Ben Chasny. Chasny's muziek is grotendeels gitaargebaseerd en wordt vaak beschouwd als nieuwe folk. Het bevat echter duidelijke invloeden, gekenmerkt door het gebruik van drones, chimes en eclectische percussieve elementen. Hij neemt onder meer albums op voor Drag City en Holy Mountain.

## Geschiedenis
Chasny is ook lid van de psychedelische band Comets on Fire en heeft werkrelaties met Badgerlore, Current 93 en Magik Markers. Zijn nieuwste project is Rangda met Richard Bishop van Sun City Girls en Six Organs-medewerker Chris Corsano. Six Organs of Admittance heeft ook een nummer exclusief uitgebracht op de nieuwe folkcompilatieplaat The Golden Apples of the Sun uit 2004. De compiler van het album, Devendra Banhart, heeft verklaard dat dit nummer afkomstig is van een volledig geproduceerd maar onuitgebracht Chasny-album, dat hij de solo-plaat noemt, waarvan een bootleg op het internet circuleert.

## Discografie
- 1998:	Six Organs of Admittance
- 1999:	Nightly Trembling
- 2000:	Invitation To The SR For Supper 8"
- 2000:	Dust and Chimes
- 2000:	Somewhere Between Her shoulder And God 7"
- 2000:	The Manifestation 12"
- 2001:	My Guitar Will Eat You
- 2002:	Dark Noontide
- 2002:	You Can Always See The Sun EP
- 2003:	Compathia
- 2003:	For Octavio Paz
- 2003:	Trighplane Terraforms No.1 Split
- 2004:	Stephanie Volkmar/Six Organs Of Admittance Split
- 2004:	The Manifestation
- 2005:	School of the Flower
- 2005:	The Honeycreeper Smiles 7"
- 2006:	7" split w/Om
- 2006:	Days Of Blood (lp, beperkte oplage)
- 2006:	The Sun Awakens
- 2007:	Proem To Empty The Sun
- 2007:	Shelter from the Ash
- 2008:	Goatflower (cdr, beperkte oplage van 100 handgemaakte kopieën)
- 2009:	RTZ (compilatie, opgenomen 1999-2003)
- 2009:	Luminous Night
- 2009:	Empty The Sun (metgezel van de gelijknamige roman van Joseph Mattson)
- 2011:	Asleep On The Floodplain
- 2011:	Maria Kapel
- 2012:	Ascent
- 2015:	Hexadic
- 2015:	Hexadic II
- 2017:	Burning the Threshold
- 2018:	Hexadic III
- 2020:	Haunted and Known
- 2020:	Companion Rises